# اینگرید امانتاوا
اینگرید امانتاوا (انگلیسی: Ingrīda Amantova؛ زادهٔ ۲۱ ژوئن ۱۹۶۰) لژسوار اهل اتحاد جماهیر شوروی سوسیالیستی است.